# Pampasnip
De pampasnip (Nycticryphes semicollaris) is een vogel uit de familie goudsnippen (Rostratulidae).

## Verspreiding en leefgebied
Deze soort komt voor van Paraguay en zuidelijk Brazilië tot centraal Argentinië en centraal Chili.